# Little Annie Mine and Camp Site
Pour les articles homonymes, voir Annie.
Les Little Annie Mine and Camp Site sont une ancienne exploitation minière américaine située dans le borough de Denali, en Alaska. Protégé au sein des parc national et réserve du Denali, le site est inscrit au Registre national des lieux historiques depuis le 11 avril 2022.